# Paolo Emilio Verallo
Paolo Emilio Verallo war ein italienischer Geistlicher.
Varallo war Sohn von Girolamo Verallo, einem römischen Arzt, und Giulia Jacovazzia. Gleichzeitig war er Neffe von Domenico Giacobazzi.
1551 folgte er seinem Bruder Girolamo Verallo als Erzbischof von Rossano nach. Am 1. März 1553 gab er sein Amt als Erzbischof ab und wurde, ebenfalls als Nachfolger seines Bruders Girolamo, zum Erzbischof ad personam von Capaccio – ein Amt, das er bis 1574 oder 1584 innehatte – ernannt.